# When You Remember Me
When You Remember Me o  Cuando te acuerdes de mí, es una película dramática hecha para la televisión del año 1990, que narra la historia real de Mike Mills. La película termina con las verdaderas frases que dijo Mike Mills: "Cuando te acuerdas de mí. Piensa en los océanos, campos y montañas. Piensa en el viento y sabrás que yo soy libre". 

## Sinopsis
Michael "Mike" Mills (Fred Savage), un adolescente que sufre distrofia muscular, es abandonado en un hogar para discapacitados mayores por su madre, soltera y desempleada. Allí, a pesar de estar confinado a una silla de ruedas, comienza una lucha para mejorar las condiciones de vida de sus residentes, y deberá lidiar con ser una de las personas más jóvenes en la clínica, y con la enfermera Cooder (Ellen Burstyn) que es abusiva y malvada. 

## Elenco
- Fred Savage como Mike Mills.
- Kevin Spacey como Wade.
- Ellen Burstyn como Enfermera Cooder.
- Richard Jenkins como Vaughan.
- Dwier Brown como John Harlen.
- Lee Garlington como Joanne.
- Dean Norris como Bill.

- Datos: Q7992890